# Die Daltons auf dem Kriegspfad
Die Daltons auf dem Kriegspfad (französischer Originaltitel: Les Dalton courent toujours) ist ein Lucky-Luke-Album des Zeichners Morris und des Texters Goscinny. Es erschien erstmals 1971. In Deutschland ist es als Band 60 im Ehapa-Verlag erhältlich.

## Handlung
Der neugewählte Präsident der Vereinigten Staaten erlässt eine Generalamnestie, worauf auch die Daltons, weit im Westen, freigelassen werden. Die gehen sofort in die nächste Stadt und lassen sich von Lucky Luke festnehmen, womit sich dieser ganz schön blamiert, denn er wusste von der Amnestie nichts.
Danach eröffnen die Daltons zum Schein einen Saloon, allerdings nur, um nachts einen Tunnel zur nahegelegenen Bank zu graben. Luke hat den Braten aber gerochen, so dass die Bank jeden Tag in ein neues Haus umzieht und die Daltons jede Menge Tunnel in die falschen Häuser graben. Als sie merken, dass ihr Plan nicht klappt, überfallen sie stattdessen die Postkutsche. Diesmal gelingt das sogar und sie fliehen mit großer Beute Richtung Wüste. Für einen Ritt durch die Wüste sind sie aber zu schlecht ausgerüstet, so dass sie die Pferde verlieren und auch die Beute. Lucky Luke holt sie ein und bringt sie wegen des Überfalls zurück ins Gefängnis.
Bald darauf wird Lucky Luke darüber unterrichtet, dass in der Nähe des Gefängnisses die Apachen auf dem Kriegspfad seien. Als diese das Gefängnis angreifen, nützen die Daltons das Gefecht zur Flucht. Luke trifft mit der Kavallerie ein und verjagt die Indianer. Die geflohenen Daltons werden jedoch von den Apachen eingeholt und an den Marterpfahl gebunden.

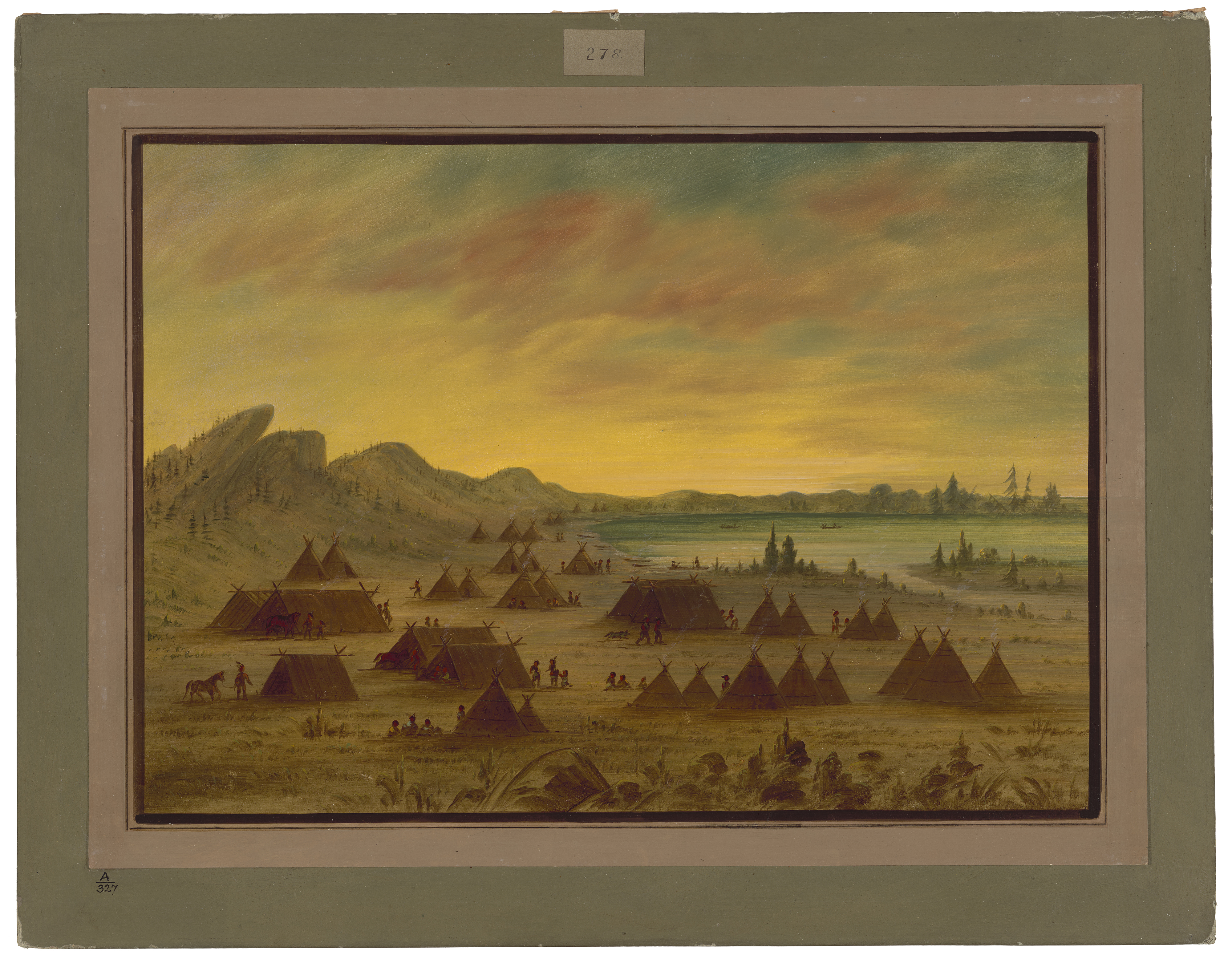
Ein Apachendorf. Gemälde um die Mitte des 19. Jahrhunderts von George Catlin

Als Averell niesen muss und dabei Regen einsetzt, wird er von den Indianern plötzlich wie ein Regenmacher-Gott verehrt und die Daltons leben nun in Saus und Braus im Indianerdorf. Gleichzeitig macht sich Luke auf, um mit dem Anführer der Apachen über einen Friedensplan zu verhandeln. Als er unbewaffnet dort eintrifft, wird sein Anliegen auf geheimen Rat der Daltons allerdings abgewiesen. Joe Dalton will ihn sofort erschießen, was die Indianer aber verhindern, denn Unterhändler genießen Schutz. Die Daltons und die Apachen überfallen fortan gemeinsam erfolgreich Banken und Postkutschen.
Lucky Luke kehrt ins Dorf der Indianer zurück, um erneut mit ihrem Häuptling zu sprechen. Diesmal verlaufen die Verhandlungen besser, denn Luke erklärt, dass die Daltons die gesamte Beute für sich beanspruchen werden und die Indianer dafür Verwundete in Kauf nehmen. Damit begreifen sie, dass sie hinters Licht geführt wurden. Bald darauf rauchen sie die Friedenspfeife, die Daltons enden im Gefängnis und Luke reitet in den Sonnenuntergang.

## Einordnung
Die Daltons auf dem Kriegspfad gehört heute zu den klassischen Lucky-Luke-Geschichten: Luke raucht noch Kette und die stereotype Darstellung insbesondere der Indianer ist ausgeprägt. Dass sie durchaus Englisch verstehen offenbart sich etwa erst, wenn Luke Whisky auf den Tisch stellt. Dagegen ist die Kavallerie erstaunlich zurückhaltend, wenn es darum geht, einen Krieg mit den Indianern auszutragen.
Die ist das letzte Album, in dem die Daltons dünne Schnurrbärte tragen, ab Die Daltons bewähren sich sind diese deutlich kräftiger und markanter.